# Nemacheilus inglisi
Nemacheilus inglisi är en fiskart som beskrevs av Hora, 1935. Nemacheilus inglisi ingår i släktet Nemacheilus och familjen grönlingsfiskar. IUCN kategoriserar arten globalt som sårbar. Inga underarter finns listade i Catalogue of Life.